# Xilulosa
La xilulosa és una cetopentosa, un monosacàrid que conté cinc àtoms de carboni, i que inclou un grup funcional de cetona. Té la fórmula química {\displaystyle {\ce {C5H10O5}}}. A la natura es troba en les dues formes d'enantiòmers L i D. La L-xilulosa s'acumula a l'orina en els pacients amb pentosúria, per la deficiència en l'enzim L-xilulosa reductasa. Com que la L-xilulosa és un sucre reductor com la D-glucosa, els pacients amb pentosúria s'havien diagnosticat erròniament en el passat com diabètics.